# Garfield: Caught in the Act
Garfield: Caught in the Act (Garfield: in TV Land en PC),  es un videojuego de Plataformas protagonizado por el gato de historietas Garfield. El juego fue desarrollado por Sega, y lanzado en 1995 para Mega Drive y Sega Game Gear. En 1996 fue lanzado para Windows. El juego también fue lanzado para PC en el "Sonic & Garfield Pack", junto con Sonic & Knuckles Collection y Baku Baku Animal.
Todos los sprites fueron creados por Jim Davis y dibujados por Davis y las artistas de Garfield por Paws.
Una versión para el Sega 32X fue planeada ("Garfield in TV Land") pero finalmente fue cancelada.

## Historia
Odie asusta a Garfield mientras mira televisión, y termina cayendo en la televisión. En un esfuerzo apresurado por reparar la televisión antes de que Jon los atrape, Garfield y Odie intentan juntar las piezas rotas y golpeadas. Sin siquiera un destornillador, Garfield vuelve a montar rápidamente el televisor, menos una o dos partes. Cuando Garfield tira las piezas de repuesto, se convierten en un monstruo electrónico conocido como Glitch. El Glitch transporta a Garfield a la televisión y ahora debe derrotar al Glitch para salir.

## Jugabilidad
El juego es un videojuego de plataformas, con Garfield capaz de atacar a los enemigos de cerca o arrojarles objetos (las armas de corto alcance y los objetos lanzados cambian entre cada nivel). Los enemigos consisten en fantasmas, pirañas, cangrejos, bulldogs y ratones momificados. Hay dos etapas de bonificación, una de las cuales se asemeja a un juego Whac-A-Mole. Cada vez que el jugador derrota a un jefe, Garfield toma un descanso comercial donde se dispara a través de Wasteland de televisión, intentando una vida extra o continuar.

## Versiones
El juego original de Mega Drive presenta seis niveles. Los suscriptores de Sega Channel pueden descargar Garfield: The Lost Levels, que presenta 3 niveles diferentes.
La versión de Game Gear incluye ocho niveles, dos de los cuales aparecen en los niveles perdidos. Solo hay un tipo de etapa de bonificación (se accede al encontrar un icono de la cara de Arlene en cada nivel), en el que el jugador debe destruir todo en la sala de Jon dentro de un límite de tiempo para obtener una vida extra. Garfield no tiene atuendos diferentes en cada nivel, y los ataques son los mismos en todos los niveles (su alcance cercano es un golpe, y el proyectil son piedras). No hay elementos de invencibilidad. En los segmentos entre niveles, Garfield no recibe daño de los obstáculos; en cambio, lo teletransportan de regreso al comienzo de ese segmento.
En la PC, hay un nuevo nivel, Alien Landscape, que era similar a uno de los niveles Perdidos de Sega Channel. Los niveles restantes se presentan en un orden diferente que en el Mega Drive (pero es el mismo orden que en Game Gear).

## Desarrollo
Jim Davis declaró en una entrevista en 1995: "Conozco al presidente de Sega of America, Tom Kalinske... durante 15 años. Siempre pensamos que un videojuego de Garfield sería una buena idea, pero ninguno de nosotros estaba listo. No tuve tiempo para dedicarlo debido a otros proyectos. Hace dos años, Tom sintió que era el momento adecuado, así que empezamos".
El juego se inspiró en el libro de Davis de 1984 Garfield: His 9 Lives . Davis señaló que el concepto para el libro les permitió retratar a Garfield como más "cinético" que su personaje habitual de tira de periódico, facilitando la adaptación del libro a un especial de televisión de una hora de duración, y razonó que una premisa similar permitiría una traducción más efectiva de Garfield en el medio de videojuegos.

## Recepción
La recepción crítica ha sido generalmente mixta. Al revisar la versión de Mega Drive, los cuatro revisores de Electronic Gaming Monthly elogiaron los gráficos y la animación, pero todos menos uno sintieron que estos eran superados por los controles sueltos y la gran cantidad de visitas obligatorias. GamePro también comentó que "fondos coloridos y grandes sprites encantarán a los amantes de los dibujos animados", pero que el movimiento lento y los movimientos débiles de Garfield hacen que el juego sea demasiado frustrante. Concluyeron: "Los fanáticos de la tira cómica podrían disfrutar de este título de plataforma. La tediosa jugabilidad y los controles desesperados disgustarán a cualquier otra persona". la Revista de Sega Saturn (anteriormente la Revista de Sega) criticaron los antecedentes insípidos y el control lento y resumieron que "una vez que superas la novedad de provocar cualquier movimiento del adicto al sueño más notorio del mundo, te quedas con un juego de plataformas bastante poco original".
La revisión de la versión de Game Gear, GamePro The Unknown Gamer fue contento con lo bien que el personaje del jugador recrea aspecto y el comportamiento de Garfield, al comentar que 'las tazas y se encoge de hombros de Garfield son divertidos y, nos atrevemos a decir, lindo.' Llegó a la conclusión de que el juego, aunque simplista y "apenas el juego del año", sería una buena experiencia para un jugador más joven o principiante. 
En una revisión retrospectiva de la versión de Mega Drive, el editor de Allgame, Brett Alan Weiss, elogió los gráficos "caricaturescos" y afirmó que "Odie, Jon y la pandilla se parecen a ellos mismos, y Garfield es tan anaranjado y gordo como siempre". , pero describió el juego como "un juego de acción promedio y poco imaginativo que es lindo pero no muy divertido".